# 上山安敏
上山 安敏（うえやま やすとし、1925年5月1日 - 2021年10月28日）は、日本の法制史学者。専門は、西洋法制史・法社会史・法思想史。京都大学名誉教授。

## 経歴
1925年、兵庫県生まれ。徴兵を受けて出征し、1949年11月、シベリアより復員帰国。1953年、京都大学法学部卒業。大学院に進み、1956年より京都大学法学部助手。1958年、同助教授に昇進。1965年、学位論文『ドイツ官僚制成立論』を京都大学に提出して法学博士号を取得。1966年、同教授に昇進。1989年に京都大学を定年退官し、名誉教授となった。
京都大学退職後は奈良産業大学法学部教授として教鞭をとった。2000年に奈良産業大学を退任。2021年10月28日死去。叙従四位。

## 研究内容・業績
- 社会史的手法によって法制史の研究を進め、数々の著作を出版した。特に、法社会史、ヴェーバー、バッハオーフェン、ユダヤ人等で独創的な研究が多い。
- 教え子には河上倫逸、黒田忠史、西村稔、平田公夫、吉川直人、佐野誠、牟田和男、井上琢哉（以上、ドイツ法制史）、中村義孝、野上博義、石井三記、波多野敏（以上、フランス法制史）、深尾祐造（イギリス法制史）らがいる。専門の西洋法制史だけではなく、日本法制史、ローマ法、法哲学等の学者・研究者も育てた。またNHKアナウンサー野村正育も、京都大学の修士課程で上山の指導を受けている。

## 著作
- 『ドイツ官僚成立論』（有斐閣、1964年）。オンデマンド版2005年
- 『法社会史』（みすず書房、1966年、増補版1987年、新版2008年）
- 『憲法社会史』（日本評論社、1977年、改訂版2014年）
- 『ウェーバーとその社会』（ミネルヴァ書房、1978年、新版1996年）
- 『神話と科学－ヨーロッパ知識社会　世紀末―20世紀』（岩波書店、1984年／岩波現代文庫、2001年、木田元解説）
- 『世紀末ドイツの若者』（三省堂〈歴史のなかの若者たち〉、1986年／講談社学術文庫、1994年）
- 『フロイトとユング－精神分析運動とヨーロッパ知識社会』（岩波書店、1989年、新版「岩波モダンクラシックス」、2007年／岩波現代文庫、2014年、鷲田清一解説）
- 『魔女とキリスト教－ヨーロッパ学再考』（人文書院、1993年／講談社学術文庫、1998年）
- 『宗教と科学－ユダヤ教とキリスト教の間』（岩波書店、2005年）
- 『ブーバーとショーレム－ユダヤの思想とその運命』（岩波書店、2009年）

編著・共編
- 『近代ヨーロッパ法社会史』（ミネルヴァ書房、1987年）
- 『魔女狩りと悪魔学』（牟田和男と、人文書院、1997年）

### 翻訳
- ヘルムート・コーイング『ヨーロッパ法文化の流れ』（ミネルヴァ書房、1983年）
- 『ウェーバーの大学論』（編訳、木鐸社、1979年）

## 論文
- <上山安敏